# Fagerviksvägen
Fagerviksvägen är en museiväg i Fagervik i Ingå i Nyland, Finland. Museivägen är en del av förbindelsevägen 1050 mellan Ekenäs och Ingå och går igenom byn och bruksområde Fagervik inklusive Fagervik herrgård. Museivägen grundades 1982 och är Finlands kortaste, den är bara 1,1 kilometer lång.
Fagerviks bruksområde hör till Museiverkets inventarie av Byggda kulturmiljöer av riksintresse RKY.
 

Fagerviksvägen är en del av den medeltida Stora Kustvägen mellan Åbo och Viborg. Rutten röjdes redan på 1200-talet till en landsväg. Vägen gick längs Finska vikens kust från socken till socken och förenade således landets viktigaste bosättnings- och förvaltningsområden.

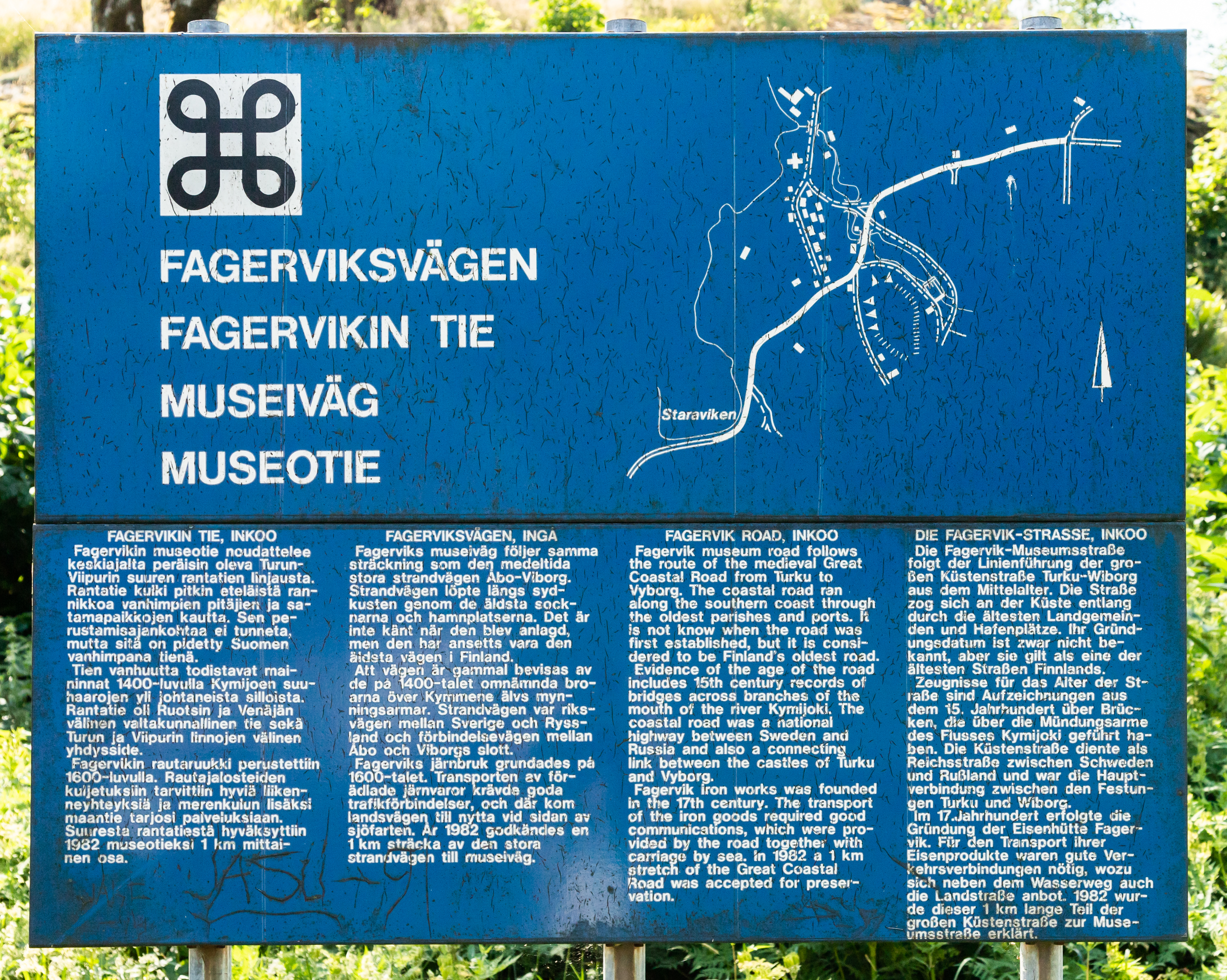
Skylt över Fagerviksvägen
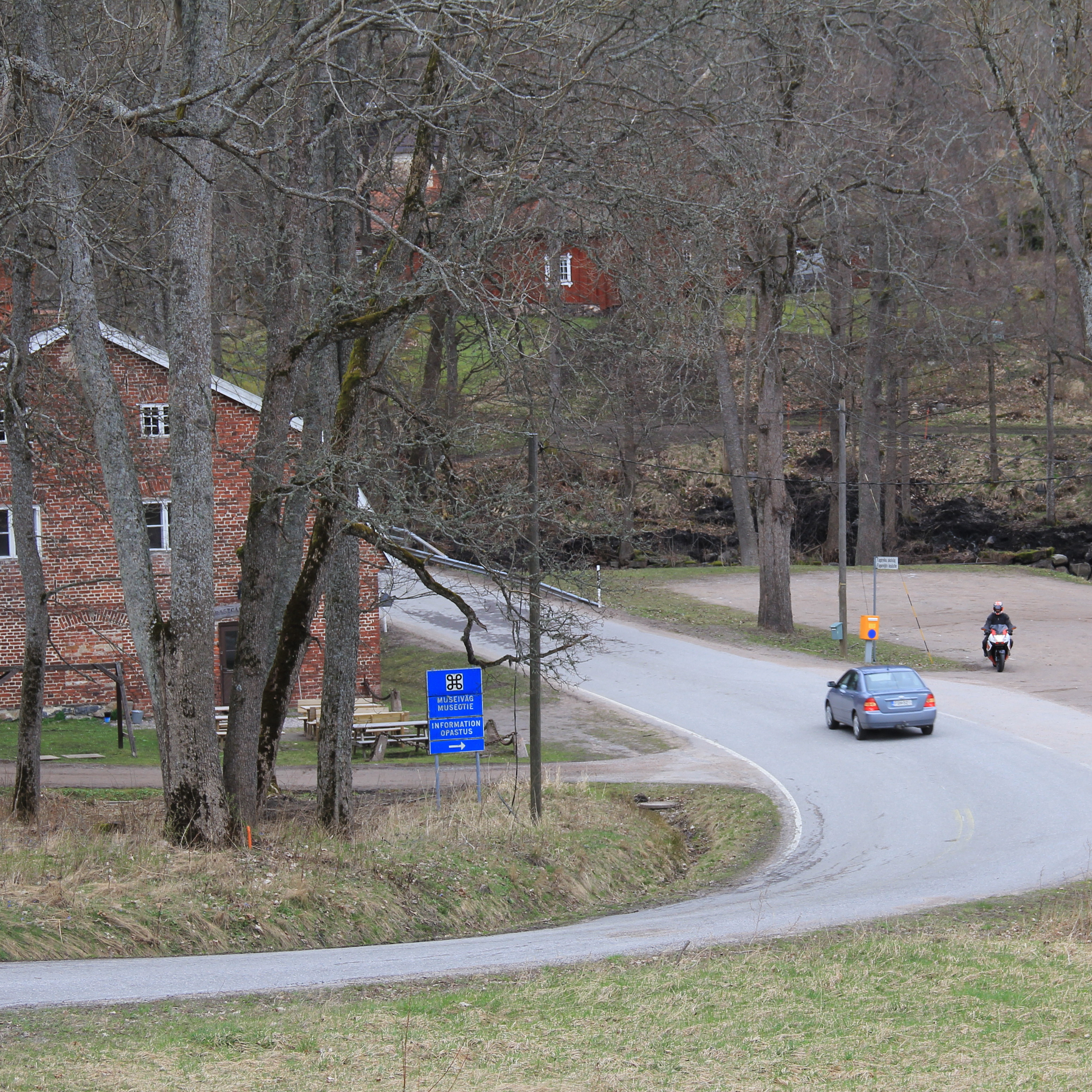
Fagervik museiväg
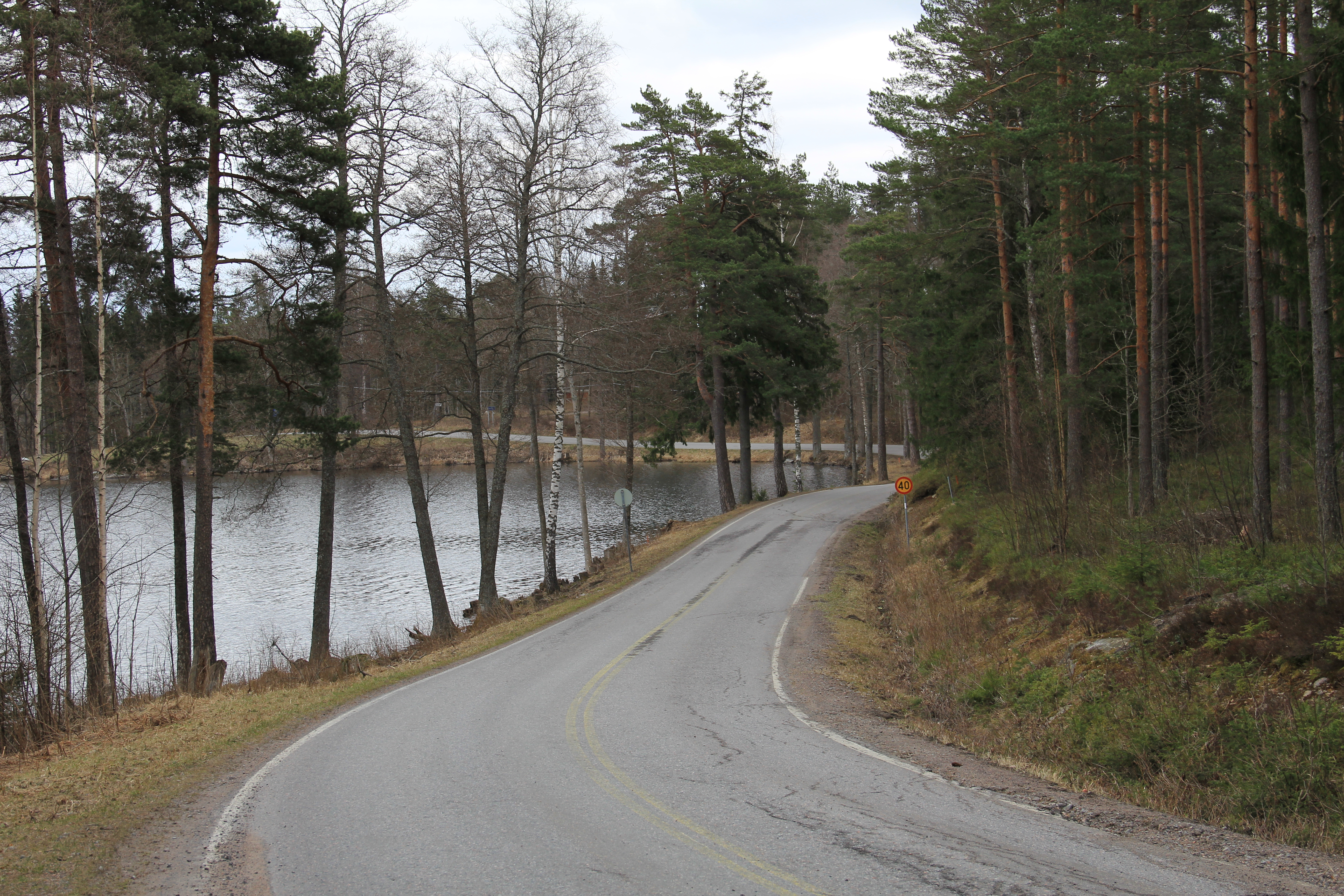
Fagervik museiväg
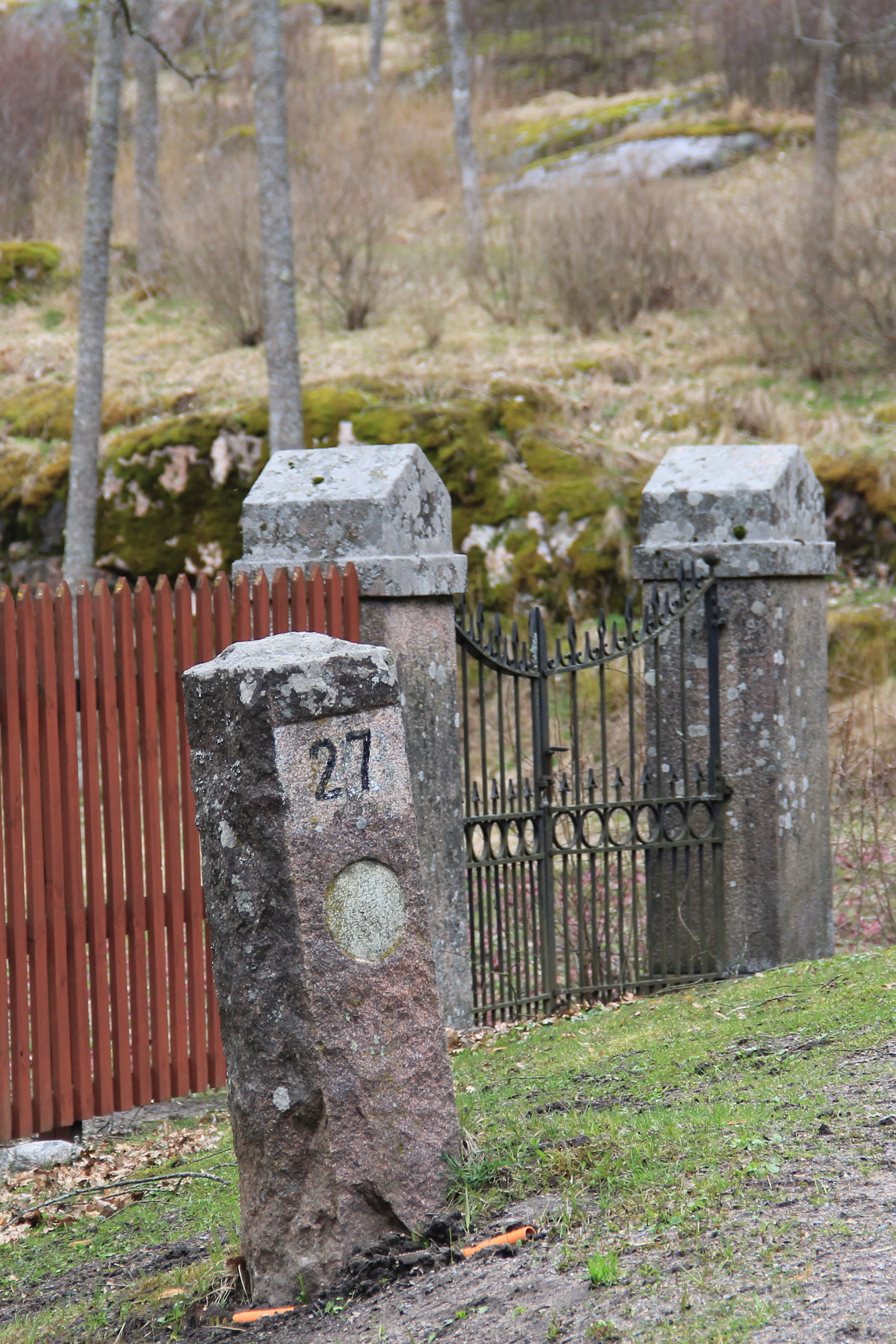
Fagervik museiväg